# Elezioni presidenziali ad Haiti del 2016
Le elezioni presidenziali ad Haiti del 2016 si tennero il 20 novembre.

## Risultati
| Candidati                 | Partiti                                                      | Voti      | %     |
| ------------------------- | ------------------------------------------------------------ | --------- | ----- |
| Jovenel Moïse             | Partito Haitiano Tèt Kale                                    | 590 927   | 55,60 |
| Jude Célestin             | Lega Alternativa per il Progresso e l'Emancipazione Haitiana | 207 988   | 19,57 |
| Jean-Charles Moïse        | Piattaforma Pitit Desalin                                    | 117 349   | 11,04 |
| Maryse Narcisse           | Fanmi Lavalas                                                | 95 765    | 9,01  |
| Jean-Henry Céant          | Renmen Ayiti                                                 | 8 014     | 0,75  |
| Edmonde Suppice Beauzile  | Fusione dei Socialdemocratici Haitiani                       | 6 770     | 0,64  |
| Maxo Joseph               | Randevou                                                     | 5 336     | 0,50  |
| Amos André                | Fronte Unito per la Rinascita di Haiti                       | 2 270     | 0,21  |
| Jean Hervé Charles        | Partito per l'Evoluzione Nazionale Haitiana                  | 1 974     | 0,19  |
| Joseph Harry Bretous      | Konbit pour Ayiti                                            | 1 803     | 0,17  |
| Marie Antoinette Gauthier | Piano d'Azione Cittadina                                     | 1 791     | 0,17  |
| Jean Clarens Renois       | Unir-Ayiti-Ini                                               | 1 681     | 0,16  |
| Daniel Dupiton            | Coesione Nazionale dei Partiti Politici Haitiani             | 1 305     | 0,12  |
| Gérard Dalvius            | Partito Alternativo per lo Sviluppo di Haiti                 | 1 208     | 0,11  |
| Altri <1000 voti          | -                                                            | 11 455    | 1,08  |
| Nessun candidato          | -                                                            | 7 203     | 0,68  |
| Totale                    | Totale                                                       | 1 062 839 | 100   |